# Brug 526
Brug 526 is een vaste brug in het Amsterdamse Bos, vallend onder de gemeente Amstelveen, maar onder beheer in gemeente Amsterdam.
Het is een vaste brug alleen bestemd voor voetgangers, die vanaf de (parkeerplaats aan de) De Duizenmeterweg een slingerend pad in een bosachtige strook inlopen tussen genoemde weg en de Bosbaan. Daar waar brug 525 en brug 527 relatief grote betonnen bruggen zijn, was brugnummer 526 bestemd voor een klein houten bruggetje.

## Culturele waarde
In 1999 werden alle bruggen in het Amsterdamse Bos door MTD Landschapsarchitecten in opdracht van de gemeente onderzocht op hun cultureel belang. Zij constateerden voor brug 526 dat het voor het bos een waardevolle brug was vanwege:
- een overhoeks zicht op het wandelpad
- eenheid in houten dek en leuningen
- karakteristieke houtverbindingen.

Minpunten vonden ze de onopvallende ligging vanwege de bruine kleur die de brug toen had. Toch vonden ze een waardevol exemplaar binnen het oeuvre van Kramer in het bos.
Amstelveen benoemde in 2003 de bruggen 525 en 527 tot gemeentelijk monument, maar passeerde deze brug. De brug die er in 2022 lijkt een vernieuwd exemplaar, nog steeds grotendeels van hout gebouwd. Houten liggers gesteund door een betonnen brugpijler een houten loopdek. Aan de liggers zijn zwarte houten balusters geplaatst die naar boven verjongen. Het geheel wordt afgesloten met witte leuning die aan beide einden afgerond zijn.

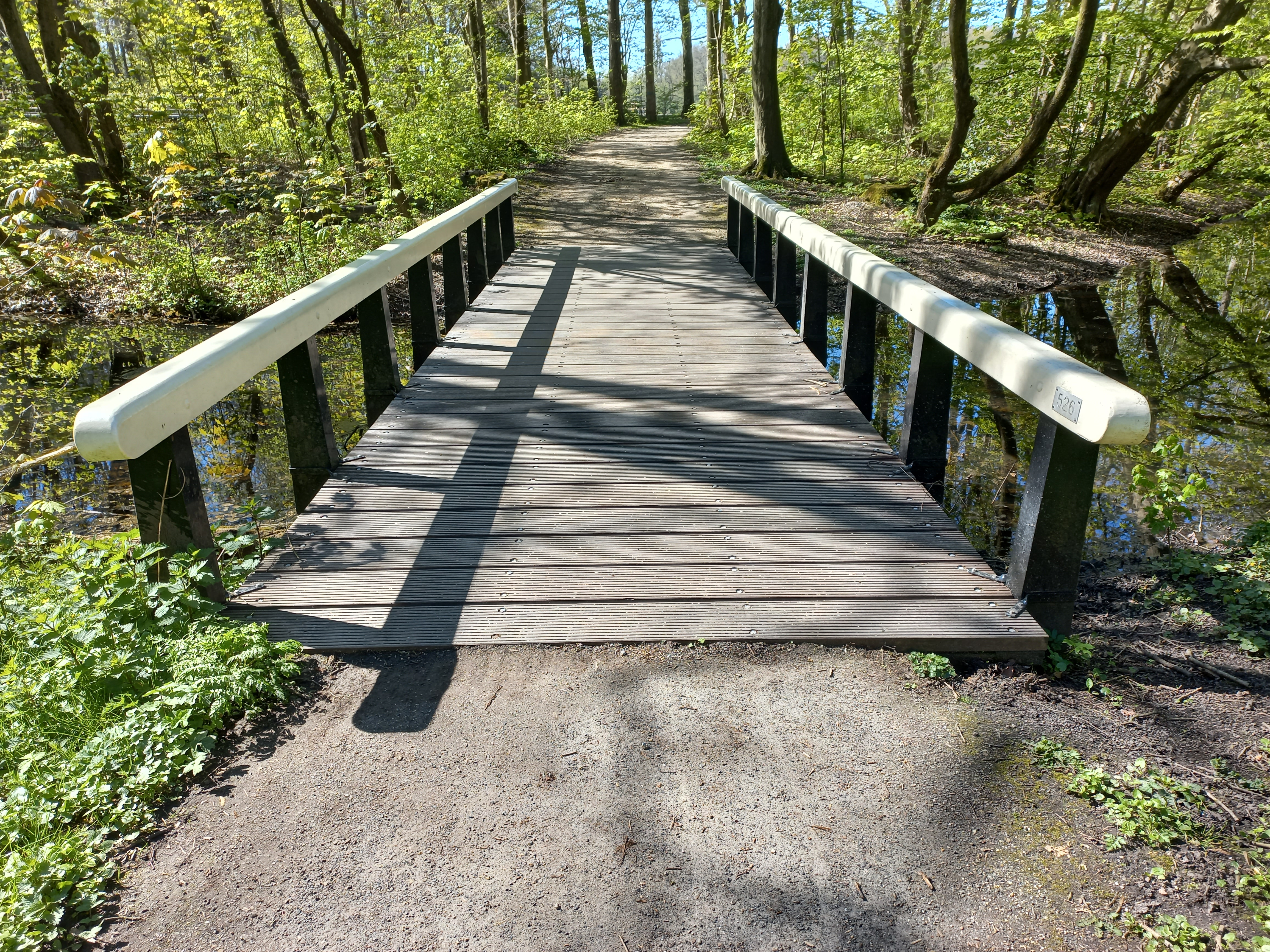
Blik over brug 526 in april 2022

<<< · 500 · 501 ·  503 · 504 · 505 · 506 · 507 · 508 · 509 · 510 · 511 · 512 · 513 · 514 · 515 · 516 · 517 · 518 · 519 · 520 · 521 · 522 · 523 · 525 · 526 · 527 · 528 · 530 · 531 · 532 · 533 · 534 · 535 · 536 · 537 · 538 · 539 · 540 · 541 · 542 · 543 · 544 · 545 · 546 · 547 · 548 · 549 · 550 · 551 · 552 · 553 · 554 · 555 · 556 · 557 · 558 · 559 · 560 · 561 · 562 · 563 · 564 · 565 · 566 · 567 · 569 · 571 · 572 · 573 · 575 · 577 · 578 · 580 · 581 · 582 · 583 · 584 · 586 · 587 · 589 · 590 · 591 · 592 · 593 · 594 · >>>
Brugnummers 502, 524, 529, 568, 570, 574, 576, 579, 585, 588, 595, 596, 597, 598, 599 zijn niet (meer) vergeven.